# 9054 Іппокастанум
9054 Іппокастанум (9054 Hippocastanum) — астероїд головного поясу, відкритий 30 грудня 1991 року.
Тіссеранів параметр щодо Юпітера — 3,335.